# Pascal Mercier
Pascal Mercier właściwie Peter Bieri (ur. 23 czerwca 1944 w Bernie, zm. 27 czerwca 2023 w Berlinie), szwajcarski pisarz i filozof.
Studiował filozofię, anglistykę i indologię na uniwersytetach w Londynie i Heidelbergu. W latach 1993–2007 był wykładowcą na Wolnym Uniwersytecie Berlina. Pisze w języku niemieckim, utwory prozatorskie publikuje pod pseudonimem. W Polsce ukazała się jedna jego powieść – Nocny pociąg do Lizbony. Jej bohaterem jest pięćdziesięciosiedmioletni nauczyciel gimnazjalny, który pod wpływem impulsu porzuca dotychczasowe życie i wyjeżdża do Portugalii.
Powieść została sfilmowana w 2013 roku, pod tym samym tytułem, a główną rolę, Raimunda Gregoriusa, zagrał Jeremy Irons.

## Proza
- Perlmanns Schweigen (1995)
- Der Klavierstimmer (1998)
- Nocny pociąg do Lizbony (Nachtzug nach Lissabon 2004)
- Lea (2007)